# Dadaj (Fluss)
Dadaj, deutsch Daddaifluss, ist ein Fluss in der Woiwodschaft Ermland-Masuren. Er entspringt aus der südlichen Bucht des Dadajsees, fließt durch den See Tumiańskie (Daumensee) und mündet in dem See Pisz (deutsch namentlich geteilt: Kleiner Wadang-See und Pissa-See).